# Phôi dâu
Phôi dâu (tiếng Anh: morula, tiếng Latinh: morus: quả dâu tằm) là một giai đoạn của phôi chứa 16-32 tế bào (gọi là nguyên bào phôi - blastomere) trong một cái vỏ nằm trong màng trong suốt.
Phôi dâu khác với phôi nang ở chỗ phôi dâu (xuất hiện 3–4 ngày sau khi thụ tinh) là một khối gồm 16 tế bào toàn năng trong khối hình cầu, còn phôi nang (4-5 ngày sau khi thụ tinh) có một khoang bên trong màng trong suốt (khoang phôi nang) cùng với một khối tế bào bên trong. Nếu phôi dâu không được làm tổ thì nó vẫn tiếp tục phát triển thành phôi nang.
Phôi dâu được tạo ra do phôi phân cắt phân cắt nhiều lần, bắt đầu từ một hợp tử. Khi đã phân chia thành 16-32 tế bào, phôi có hình dạng như quả dâu tằm, do đó có tên là phôi dâu. Vài ngày sau khi thụ tinh, các tế bào lớp ngoài của phôi dâu liên kết chặt chẽ với nhau bởi thể liên kết và liên kết khe, gần như không thể tách ra được. Quá trình này được gọi là sự cô đặc (compaction). Tế bào ở bên ngoài và bên trong lần lượt trở thành tiền thân của nguyên bào nuôi (trophoblast, ở bên ngoài) và khối tế bào bên trong (inner cell mass, bên trong). Một khoang hình thành bên trong phôi dâu, nhờ sự vận chuyển tích cực của các ion natri từ các tế bào nguyên bào nuôi và thẩm thấu nước, hình thành một quả cầu rỗng chứa các tế bào được gọi là phôi nang. Các tế bào bên ngoài của phôi nang sẽ trở thành biểu mô phôi đầu tiên (ngoại bì lá nuôi, trophectoderm). Tuy nhiên, một số tế bào sẽ vẫn bị mắc kẹt bên trong và sẽ trở thành khối tế bào bên trong (ICM) có tính chất đa năng, biệt hóa thấp. Ở động vật có vú (trừ bộ Đơn huyệt), ICM hình thành "phôi riêng", trong khi ngoại bì lá nuôi sẽ hình thành nên nhau thai và các mô ngoài phôi. Lớp Bò sát có ICM phát triển khác so với lớp Thú: Các giai đoạn này được kéo dài và chia thành bốn phần.